# Mosquée centrale de Lisbonne
La mosquée centrale de Lisbonne (en portugais : Mesquita Central de Lisboa) est un sanctuaire islamique de la ville de Lisbonne, capitale du Portugal. Le plus grand temple musulman du pays est situé sur l'avenue José Malhoa, à proximité de la place d'Espagne.
L'imam actuel est le cheikh David Munir.

## Construction
Élevée à partir de 1979 d'après des plans réalisés par les architectes António Maria Braga (en) et João Paulo Conceição, elle est finalement inaugurée le 29 mars 1985.
Après avoir été rénovée au début des années 2000, elle est actuellement la plus grande mosquée du pays en raison de l'importance de l'islam qui est devenu la deuxième religion au Portugal en nombre de pratiquants. La plupart de la population musulmane au Portugal est composée de migrants marocains, bissau-guinéens, mozambiquais, indiens et pakistanais.
Plusieurs pays islamiques ont contribué au financement de la mosquée, dont l'Arabie saoudite (laquelle apporte près de 1 million de dollars), le Koweït, la Libye, les Émirats arabes unis et le Sultanat d'Oman.

## Composition
À l'image de nombre de mosquées, celle de Lisbonne est composée de quatre parties principales : une cour intérieure destinée aux ablutions, une salle de prière, une madrasa et un minaret dont la forme inhabituelle évoque les ziggourats babyloniennes. La salle de prière intègre une coupole surbaissée et est éclairée par de longues baies rectangulaires.
Un grand auditorium est également présent dans l'enceinte du lieu de culte.
La Grande Mosquée de Lisbonne est à la fois un lieu de culte et d'enseignement de la foi musulmane. Des visites guidées peuvent être organisées sur demande préalable.

## Visites officielles
En 2007 le Dalaï-lama s'est rendu à la grande mosquée pour prier en compagnie de l'imam de la grande mosquée de Lisbonne, David Munir.
En 2010, elle fut mise à l'honneur à la suite des visites du président de la République portugaise Anibal Cavaco Silva et de son épouse, du Premier-Ministre portugais José Sócrates, mais aussi de Manuel Alegre candidat socialiste aux présidentielles de 2011, saluant ainsi les fidèles de la communauté islamique du pays.

## Photographies

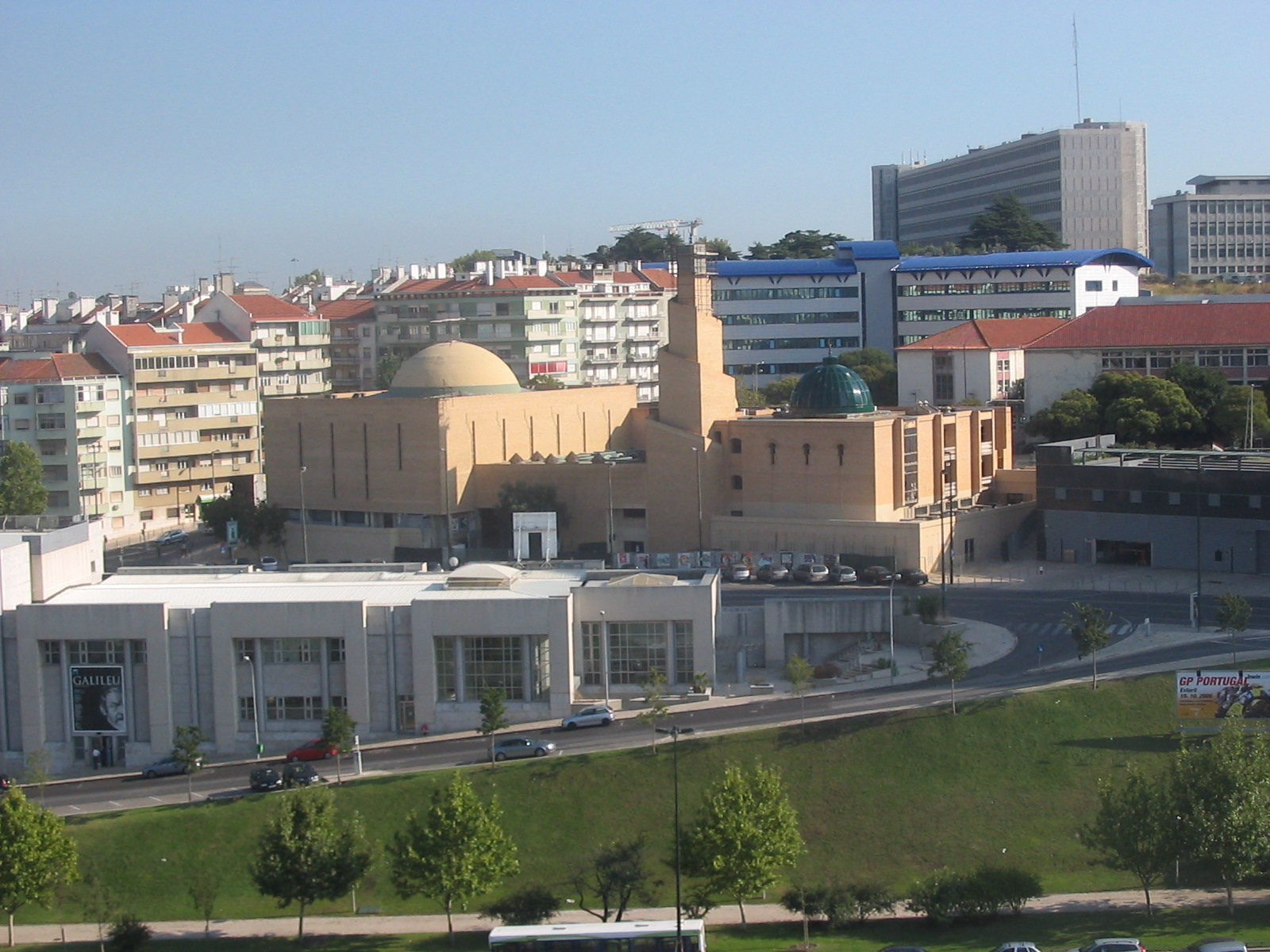
Rénovation de la grande mosquée de Lisbonne en 2006.
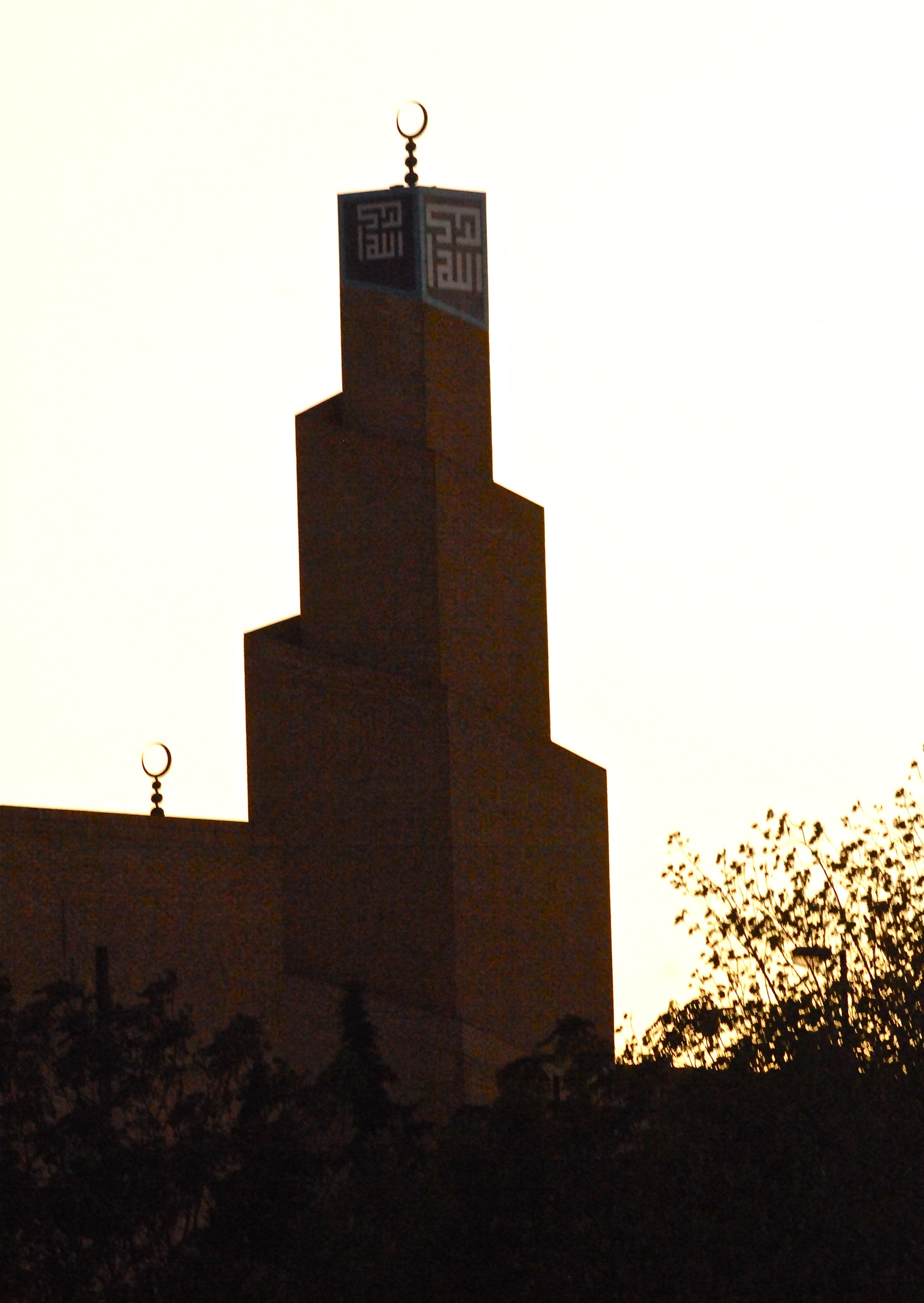
Grand minaret de la mosquée de Lisbonne.